# خوسيه رييس (لاعب كرة قاعدة)
خوسيه رييس (بالإنجليزية: José Reyes)‏ هو لاعب كرة قاعدة دومينيكاوي، ولد في 26 فبراير 1983 في باراهونا في جمهورية الدومينيكان.

## وصلات خارجية
- خوسيه رييس على موقعبيزبول رفرنس.كوم (الدوري الرئيسي) (الإنجليزية)
- خوسيه رييس على موقعبيزبول رفرنس.كوم (الدوري الثانوي) (الإنجليزية)